# Luke Chambers
Luke Chambers, född 28 september 1985 i Kettering, är en engelsk fotbollsspelare som spelar för Ipswich Town som försvarare. Chambers moderklubb är Northampton Town.